# يوشيكي هيراكي
يوشيكي هيراكي (باليابانية: 平木 良樹) (17 أكتوبر 1986 في ياتشيماتا في اليابان – )؛ هو لاعب كرة قدم ياباني سابق كان يلعب كلاعب وسط.

## وصلات خارجية
- يوشيكي هيراكي على موقع رابطة كرة القدم اليابانية للمحترفين (اليابانية)
- يوشيكي هيراكي على موقع قاعدة بيانات كرة القدم.إي يو (الإنجليزية)
- يوشيكي هيراكي على موقع Soccerway.com (الإنجليزية)